# 黑暗的亞歷克斯
黑暗的亞歷克斯（英語：Dark Alex，亦称）是一名破解並撰寫程式的西班牙程序员。大部分他參與的工作皆以小组形式完成。和其他的網名只是他在作品中使用的化名。

## DAX ZISO引导程序
Dark Alex 自发研制的 DAX 压缩格式，其压缩效果优于
ISO 和CSO 格式。
Dark Alex 还发布了可以运行 DAX 文件的 "DAX ZISO" 引导程序，最新版本为 0.62。

## 降级程序
2.50/2.60 GTA 是Dark Alex 开发的最早的降级程序之一，其原理是 GTA:LCS 作弊工具的开发者Edison Carter 所提出。
运行降级程序需要引导程序 Eloader, Eloader 是由 N00bz 小组所开发。
使用降级程序的同时需要1.5系统固件，因为降级程序会把1.5的文件写入flash0。
2.71 tiff 降级程序
2006年9月1号，Dark Alex 发布了以基于Tiff的降级程序，其特点是运用了libtiff缓冲区溢出。
使用这款降级程序需要转储（跟拷贝差不多）1.5固件程序，从而将1.5系统固件文件写入到flash0。
这款降级程序首发后不久，Dark Alex紧接着发布了一个漏洞修复补丁以避免PSP变半砖。
2.71 HEND
Dark Alex 之后发布了 2.71 自制引导程序 (HEND)，其功能是让旧版系统核心的软件可以在2.71系统上运行。
2.71 GEN 降级程序
2.71 GEN 降级程序使用比较广泛，是Dark Alex开发的第二款降级程序。
这是一款全新的降级程序。虽然和tiff 降级程序（2.0-2.80版）一样利用了相同的漏洞，但外观比上个版本有进步并且运行时更安全可靠。
这款降级程序通过使用HEND，让使用者可以在游戏菜单下运行程序进行降级。Dark Alex 并且还发布了 TA-082主板专用的降级程序。

## 自制系统
Dark Alex 发布的其中最早的自制系统（1.50）附带恢复模式并且可以使用非kxploit的自制程序（1.00核心）， 证明自制系统可以在PSP上完美运行。
Dark Alex 的工作包括开发PSP自制系统。 Sony 的官方系统无法运行自制程序及破解游戏（ISO或CSO格式）。
OE(Open Edition)自制系统的程序大部分源于SonyPSP的官方系统，因此Dark Alex开发的自制系统并不合法。
为了解决这个问题，Dark Alex 编写了一个程序让使用者自行破解PSP官方系统并且运行自制程序和最新功能。
2007年8月，Dark Alex被发现是C+D组织成员（亦称为Create and Destroy -  包括小组有Noobz，Lemuelkoh，Fanjita等等），同时也是潘多拉电池（修复变砖的PSP）的发明者。
2007年9月23号，3.71 M33 发布。Dark_AleX 透露他实际上是M33小组的核心成员。
他同时发布了适合新旧版PSP用的修砖程序，此程序通过安装1.50系统文件让PSP可以运行自制程序。
3.71 m33除了拥有与官方3.71相同功能之外，还可以运行1.50自制软和PS游戏，并且可以备份PSP f0文件。
现在3.71可以通过安装1.5核心补丁（第二版）来运行1.50的自制程序（仅限于旧版PSP）。
2007年12月12号，3.71 M33-4升级补丁发布。
Dark Alex 同时发布了"Hello World（编程入门必学的第一词）"自制程序。
此程序可以通过转换线让PSP画面转换到电视上，并且公布了源编码让其他编程爱好者可以继续开发此程序。
2008年1月14号，Dark Alex 发布3.80 M33, 3.80 M33-2。同时于1月15号，Dark_AleX 发布了3.80m33的1.50核心补丁（仅限于旧版PSP）。
3.80 M33-3，M33-4，和M33-5陆续发布。
2008年1月31号 3.90 M33 发布。3.90 m33-2 升级补丁于同年2月14号发布。
"TimeMachine"（时间机器）已发布，其功能是利用潘多拉电池从记忆棒里加载以前的官方系统或自制系统的程序。与DH类似，但是是以潘多拉电池和修改版的IPL为基础的，因此哪怕PSP的ipl和flash坏掉了，用时间机器仍然可以让PSP正常工作。

## 引用
1. ↑  .   [2008-02-01]. （原始内容存档于2007-10-16）.
2. ↑  .   [2008-02-01]. （原始内容存档于2007-10-15）.
3. ↑  .   [2008-02-01]. （原始内容存档于2008-02-08）.

2009年4月，M33小组发布CFWleader，psp3000型号的主机至此终于可以运行ISO，CSO等格式的游戏和自制程序

## 外部键接
- Dark Alex 官方网站（页面存档备份，存于）（现为M33主页）